# ألفريدو كاتالان
ألفريدو كاتالان هو سياسي فنزويلي، ولد في 12 نوفمبر 1968 في El Hatillo, Miranda ‏ في فنزويلا. نشط حزبياً في مشروع فنزويلا.